# Liste der Gemeindeverbände im Département Bas-Rhin
Das Département Bas-Rhin liegt in der Region Grand Est in Frankreich. Es untergliedert sich in 25 Gemeindeverbände.
Siehe auch: Liste der Gemeinden im Département Bas-Rhin

## Gemeindeverbände

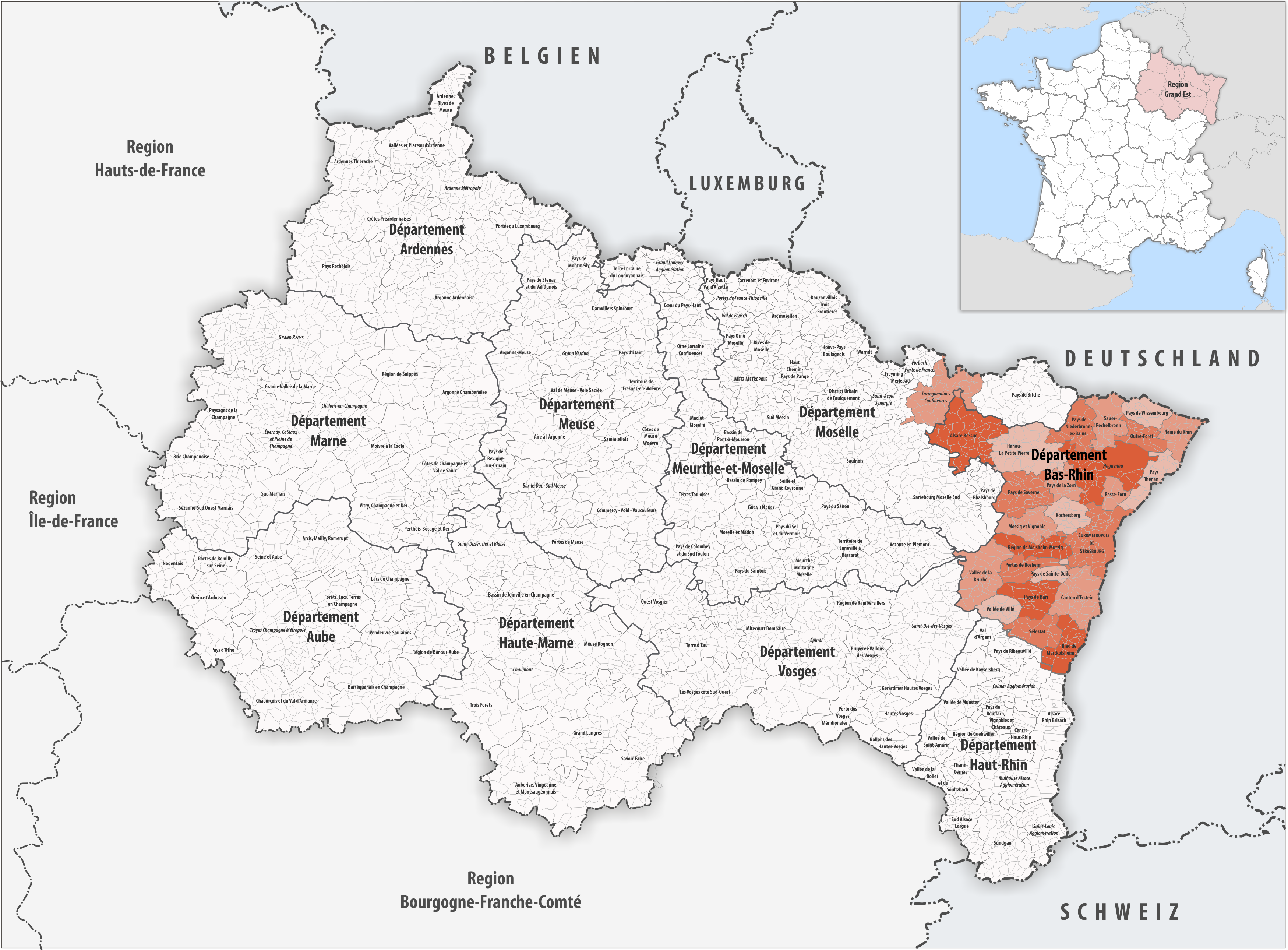
Gemeindeverbände im Département Bas-Rhin

| Gemeindeverband               | Gemeinden im Départ./Verband | Einwohner 1. Januar 2022 | Fläche km² | Dichte Einw./km² | SIREN- Nummer | Rechtsform                 | Gründungsdatum    |
| ----------------------------- | ---------------------------- | ------------------------ | ---------- | ---------------- | ------------- | -------------------------- | ----------------- |
| Alsace Bossue                 | 45/45                        | 23.966                   | 380,22     | 63               | 200 067 841   | Communauté de communes     | 1. Januar 2017    |
| Basse Zorn                    | 7/7                          | 17.802                   | 79,77      | 223              | 246 700 843   | Communauté de communes     | 20. Dezember 1993 |
| Canton d’Erstein              | 28/28                        | 49.088                   | 268,51     | 183              | 200 067 924   | Communauté de communes     | 1. Januar 2017    |
| Eurométropole de Strasbourg   | 33/33                        | 517.386                  | 337,61     | 1.532            | 246 700 488   | Métropole                  | 31. Dezember 1966 |
| Haguenau                      | 36/36                        | 99.129                   | 399,23     | 248              | 200 067 874   | Communauté d’agglomération | 1. Januar 2017    |
| Hanau-La Petite Pierre        | 38/38                        | 26.172                   | 358,56     | 73               | 200 067 783   | Communauté de communes     | 1. Januar 2017    |
| Kochersberg                   | 23/23                        | 26.637                   | 133,92     | 199              | 200 034 635   | Communauté de communes     | 21. November 2012 |
| Mossig et Vignoble            | 24/24                        | 24.826                   | 174,23     | 142              | 200 068 864   | Communauté de communes     | 1. Januar 2017    |
| Outre-Forêt                   | 13/13                        | 16.194                   | 119,79     | 135              | 200 040 178   | Communauté de communes     | 1. Januar 2014    |
| Pays de Barr                  | 20/20                        | 23.882                   | 189,49     | 126              | 200 034 270   | Communauté de communes     | 22. Dezember 2012 |
| Pays de Niederbronn-les-Bains | 13/13                        | 23.291                   | 184,40     | 126              | 246 701 098   | Communauté de communes     | 16. Dezember 1998 |
| Pays Rhénan                   | 17/17                        | 37.259                   | 162,84     | 229              | 200 041 325   | Communauté de communes     | 1. Januar 2014    |
| Pays de Sainte-Odile          | 6/6                          | 19.552                   | 68,03      | 287              | 246 701 080   | Communauté de communes     | 16. Dezember 1998 |
| Pays de Saverne               | 35/35                        | 35.675                   | 243,90     | 146              | 200 068 112   | Communauté de communes     | 1. Januar 2017    |
| Pays de Wissembourg           | 12/12                        | 15.749                   | 130,99     | 120              | 246 700 926   | Communauté de communes     | 28. Dezember 1994 |
| Pays de la Zorn               | 20/20                        | 16.195                   | 117,46     | 138              | 246 700 959   | Communauté de communes     | 14. März 1996     |
| Plaine du Rhin                | 19/19                        | 18.379                   | 149,83     | 123              | 200 041 283   | Communauté de communes     | 1. Januar 2014    |
| Portes de Rosheim             | 9/9                          | 18.395                   | 133,27     | 138              | 246 700 744   | Communauté de communes     | 29. Dezember 1992 |
| Région de Molsheim-Mutzig     | 18/18                        | 40.929                   | 160,19     | 256              | 246 701 064   | Communauté de communes     | 31. Dezember 1997 |
| Ried de Marckolsheim          | 17/18                        | 20.664                   | 184,58     | 112              | 200 030 526   | Communauté de communes     | 19. Dezember 2011 |
| Sarreguemines Confluences     | 1/38                         | 63.122                   | 340,50     | 185              | 200 070 746   | Communauté d’agglomération | 23. Dezember 2016 |
| Sauer-Pechelbronn             | 24/24                        | 17.281                   | 197,78     | 87               | 200 013 050   | Communauté de communes     | 24. Dezember 2007 |
| Sélestat                      | 12/12                        | 37.404                   | 166,43     | 225              | 246 700 967   | Communauté de communes     | 28. Dezember 1995 |
| Vallée de la Bruche           | 26/26                        | 20.517                   | 303,55     | 68               | 246 700 306   | Communauté de communes     | 29. Dezember 1999 |
| Vallée de Villé               | 18/18                        | 10.771                   | 111,02     | 97               | 246 700 777   | Communauté de communes     | 31. Dezember 1992 |